# Homostiidae
De Homostiidae zijn een familie van uitgestorven arthrodire placodermen uit het Vroeg- tot Midden-Devoon. Fossielen komen voor in verschillende lagen in Europa, Rusland, Marokko, Australië, Canada en Groenland.
Alle homostiïden hebben afgeplatte en langwerpige schedels. Volgens Denison 1978 hebben basale homostiïden matig lange mediane dorsale platen, terwijl bij geavanceerde homostiïden de mediane dorsalen meestal kort en breed is.
Obruchev (1964) plaatste de volgende basale geslachten Euleptaspis, Lophostracon en Luetkeichthys in de aparte familie Euleptaspididae, en Ørvig (1969) beweerde dat de Euleptaspididen totaal niet verwant waren aan de eigenlijke Homostiidae (dat wil zeggen dat ze niet verwant of voorouderlijk waren), maar legde volgens Denison niet duidelijk uit waarom dit zo was.